# Peter Seiffert
Peter Seiffert   (Düsseldorf, 4 de gener de 1954 - Schleedorf, 14 d'abril de 2025) va ser un cantant d'òpera alemany de la tessitura de tenor.

## Biografia
Seiffert prové d'una família musical. Quan era nen, el seu pare, Helmut Seiffert, li va ensenyar a cantar. Va ser cantant d'òpera i compositor de pop, a més del propietari del famós Düsseldorfer Malkasten, una important associació d'artistes visuals de l'època i una de les associacions més antigues d'Alemanya. De jove, Seiffert era solista d'un cor de nois de Düsseldorf. Després va estudiar a la Universitat Robert Schumann de Ciències Aplicades de Düsseldorf, on es va formar com a cantant, principalment a través de M. Röhrig. També es va formar com a fisioterapeuta. Va rebre una atenció especial a través de concerts amb el Rèquiem de Gioachino Rossini i l'Stabat Mater de Giuseppe Verdi.
El 1978 va debutar a la Deutsche Oper am Rhein Düsseldorf-Duisburg, de la qual va ser membre del conjunt fins al 1980. El 1979 va ser el German Music Council amb el segon premi al concurs de música alemany atorgat i va inscriure el de Rothenberger Anneliese, una transmissió moderada d'Anneliese Rothenberger. El 1980 va ser membre del conjunt de la Deutsche Oper Berlin, a la qual pertany en l'actualitat. Aquí era de Götz Friedrich adaptat en el repertori com a tenor d'herois. A la Deutsche Oper Berlin va poder desenvolupar la seva carrera en el tema de la jove lírica. Durant aquest temps ja va rebre actuacions de convidat arreu d'Europa.
El 1982 va debutar a l'Òpera Estatal de Baviera de Múnic, el 1984 amb gran èxit a l'Òpera Estatal de Viena, el 1987 a la Royal Opera House Covent Garden de Londres, el 1996 a l'Òpera de Zúric i l'Unter den Linden State Opera, Berlín. A més, va fer aparicions als teatres d'òpera de Nagoya al Japó, Tòquio i en festivals internacionals com el Festival de Bregenz (1992), el Festival de Bayreuth (1996-2005) i el Festival de Salzburg (1992-2007) i al Maggio Musicale Fiorentino (1996-2007).
Seiffert és considerat un dels tenors heroics alemanys més populars a nivell internacional, especialment a les òperes de Richard Wagner. El 1980 Seiffert va cantar Erik per primera vegada a Der fliegende Holländer a la Deutsche Oper Berlin. Va cantar el seu primer Parsifal el 1988 al Royal Opera House Covent Garden de Londres i el 1989 el seu primer Lohengrin a l'Òpera Estatal de Baviera a Múnic. Amb Lohengrin a la Deutsche Oper Berlin, organitzada per Götz Friedrich el 1990, Seiffert va aconseguir un èxit sensacional que va ser innovador per a la seva carrera. La crítica parlava d'un «esdeveniment mundial de cant de Wagner». Peter Seiffert va rebre llavors invitacions a tots els principals teatres d'òpera. El 1996 va debutar com a Stolzing a la producció de Wolfgang Wagner Bayreuth de Die Meistersinger von Nürnberg.
El concert i l'òpera de Peter Seiffert el van portar a tots els principals centres musicals del món com Viena, Londres, París, La Scala de Milà, el Festival de Salzburg, el Japó i els Estats Units. El 1996 va debutar al Festival de Bayreuth com a Walther von Stolzing, seguit de Lohengrin del 2001 al 2005. A Zúric, Peter Seiffert va cantar els papers de Tamino, Parsifal, Florestan a Fidelio, Erik i Max. També va debutar a Zúric com a Tannhäuser i com a Turiddu a Cavalleria rusticana. Va cantar Bacchus a Ariadne auf Naxos a l'Òpera de Los Angeles, al Metropolitan Opera de Nova York i al Théâtre du Châteleta París es podia escoltar com Tannhauser i Siegmund. A Venècia va cantar al Der Freischütz, al Teatre Real de Madrid Lohengrin, a la Deutsche Oper Berlin Turiddu i a l'Òpera Estatal de Viena Erik i Florestan. La temporada 2005/06 va fer una gira de concerts amb gran èxit per Suïssa. Després va seguir la nova producció de l'òpera Tiefland d'Eugen d'Albert a l'Òpera de Zúric. Entre els seus moments destacats a la temporada 2006/2007, hi havia Fidelio amb motiu de l'obertura del nou teatre d'òpera, el Palau de les Arts Reina Sofía de València sota la direcció de Zubin Mehta i Die Walküre, tant a València com al Maggio Musicale de Florència, Tannhäuser a Los Angeles i Der Freischütz al Festival de Salzburg 2007. Tannhäuser va seguir el 2007/2008 a l'Òpera de San Francisco i al Gran Teatre del Liceu de Barcelona, Die lustige Witwe al Semperoper de Dresden, Tannhäuser a Madrid, Fidelio a Zúric i el seu debut amb Tristan und Isolde al Metropolitan Opera de Nova York. El 2008/2009 va cantar Tannhäuser a Madrid i Berlín, Parsifal, Fidelio i Lohengrin a Viena i Tiefland i Der Freischütz a Berlín i Barcelona. El 2013 va debutar a Otello al Zúrich Opera House i va realitzar regularment diverses actuacions a Berlín, Múnic, Hamburg (Bacchus), Viena (incloent una nova producció de Tristan und Isolde el 2013 i per primera vegada com a Siegmund a Die Walküre 2014) i Londres.
Peter Seiffert també va tenir una gran carrera internacional com a solista de concerts. Va cantar a Londres al Rèquiem de Mozart dirigit per Carlo Maria Giulini, a Filadèlfia a la novena simfonia de Beethoven dirigida per Riccardo Muti. Va fer nombrosos discos i enregistraments de CD. La seva extensa discografia inclou u. a. La novena simfonia de Beethoven (Riccardo Muti, Wolfgang Sawallisch), la Faust Symphony de Liszt (Simon Rattle), Das Rheingold de Wagner (Sawallisch) i Tannhäuser (Barenboim), així com diversos recitals. Orfeo ha publicat un CD amb cançons i duets de Robert i Clara Schumann.
El 1986 Seiffert es va casar amb la soprano Lucia Popp (1939-1993), quinze anys més gran que ell. La seva segona esposa és la soprano Petra-Maria Schnitzer.

## Premis
- 1979: German Music Council 2n premi al German Music Competition
- 1989: Echo-Klassik »Cantant de l'any 1989«
- 1992: nomenament com a cantant de cambra bavarès
- 2002: Gran Premi del Disc de l'Acadèmia Charles Cros
- 2002: Grammy a la categoria de millor enregistrament d'òpera per a la interpretació de Tannhäuser sota la batuta de Daniel Barenboim[14]
- 2013: (17 de juny) premi professional cantant de cambra austríac.[15]
- 2014: (7 de desembre) nomenament com a berlinesa Kammersänger.[16]